# Districtul Sig
Sig este un district din provincia Mascara, Algeria.